# Brahma (Huhn)
Die Brahmas sind eine alte Hühnerrasse. Brahmas entstanden in Nordamerika, wahrscheinlich aus Kreuzungen von Cochin-, Malaien- und Chittagong-Hühnern und können somit den Hühnern asiatischen Ursprungs zugeordnet werden. Der Name stammt vom indischen Strom Brahmaputra.

## Geschichte
Als die zu den Riesenhühnern zählenden Brahmas im 19. Jahrhundert nach Europa kamen, waren sie erst in England und später auch in Deutschland die „große Mode“ der Rassegeflügelzucht. Von 1850 bis etwa 1930 waren Brahmas die Hauptfleischmahlzeit in den USA. Vor allem durch ihren sehr breiten und kräftigen Körperbau, den üppigen Feder- und Daunenreichtum, die ausgeglichene Form und reich befiederte Läufe, die massige Gestalt, ihre würdige Haltung und ihr anmutiges Schreiten wurden sie sehr schnell beliebt. Die Situation durch die beiden Weltkriege wirkte aber der Verbreitung dieser Rasse entgegen, vor allem wegen des beachtlichen Verbrauchs an Futter, das in diesen schweren Zeiten schwer zu beschaffen war. Die ersten Brahmas wurden um 1850 nach Deutschland eingeführt, und zwar die weiß-schwarzcolumbia (damals „helle“ genannt) und die silberfarbig gebänderte (ehemals „dunkle“).
Mittlerweile werden die Brahmas in Deutschland in elf anerkannten Farbschlägen gezüchtet:
- weiß-schwarzcolumbia,
- gelb-schwarzcolumbia,
- gelb-blaucolumbia
- silberfarbig-gebändert,
- rebhuhnfarbig-gebändert,
- blau rebhuhnfarbig-gebändert,
- blau silberfarbig-gebändert mit Orangerücken

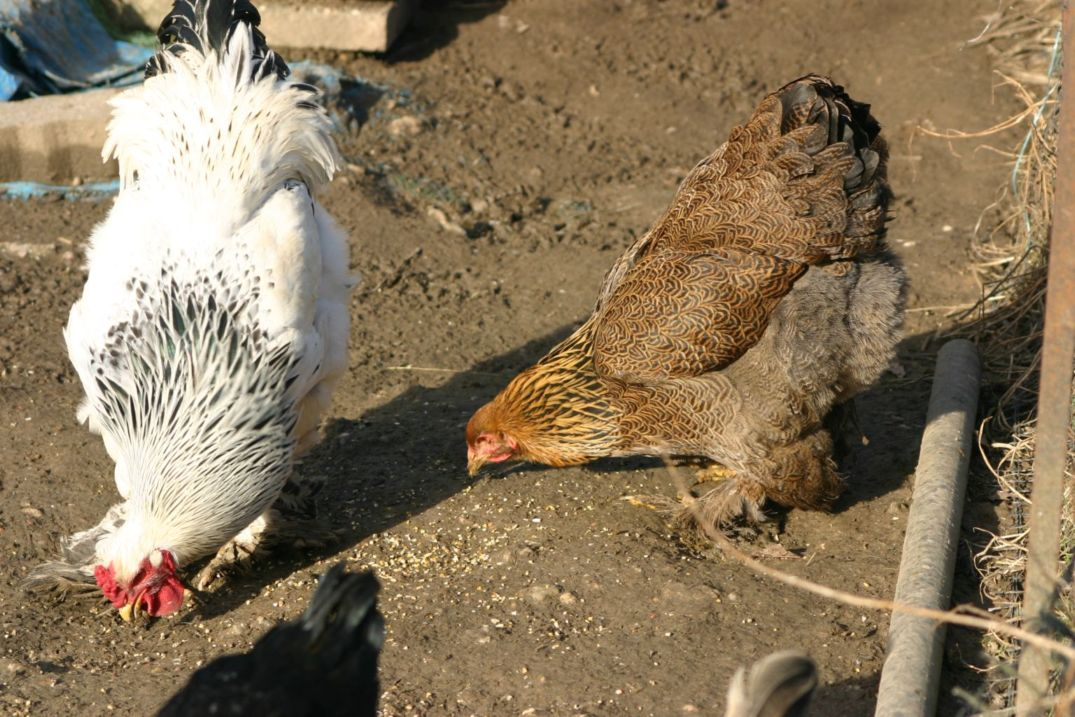
Brahmahahn und Brahmahenne

- blau
- schwarz
- blau silberfarbig-gebändert
- weiß

## Erscheinungsbild
In ihrem Erscheinungsbild verkörpern die Brahmas Mut und Kraft, hervorgerufen durch ihre Größe, den massigen Körper und den breiten mittelhohen Stand. Sie zeichnen sich durch ein ruhiges Wesen, eine herausfordernde Haltung und einen kühnen Blick aus. Rassemerkmale der Brahmas sind:
- der große breite, tiefgestreckte und waagerecht getragene Rumpf
- eine volle und gut gerundete Brust
- der dreireihige Erbsenkamm ohne Dorn
- der breite, kleine Kopf mit vorspringenden Scheitel über den Augen, im Genick gut abgesetzt
- ein kurzer und kräftiger Schnabel
- stark befiederte Läufe

Reinrassige Brahmas erkennt man daran, dass nicht nur die Außenzehen befiedert sind, sondern auch die Mittelfußzehe. Bei Mischlingen, die reinrassigen Brahmas sehr ähnlich sehen können, fehlt die Befiederung an der Mittelzehe.

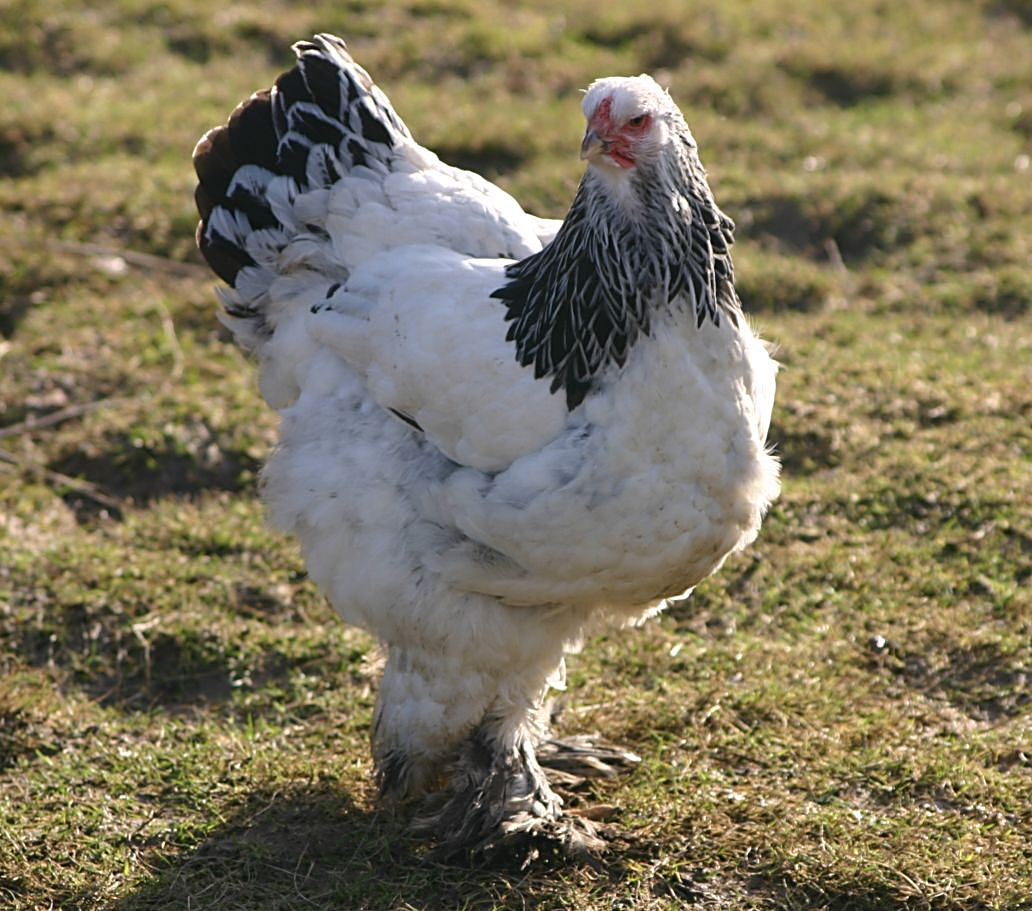
Brahmahenne im Farbschlag weiß-schwarz-columbia

## Besonderheiten

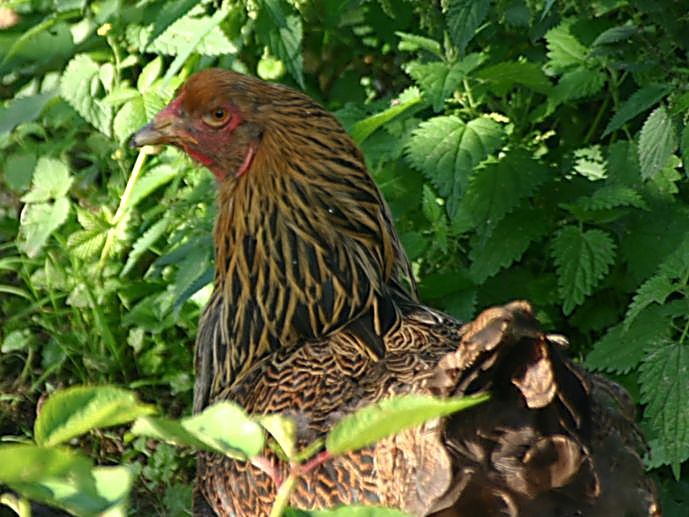
Brahmahenne im Farbschlag Rebhuhnfarbig-gebändert

Die Brahmas legen normalgroße Eier, die im Verhältnis zur Körpergröße jedoch relativ klein erscheinen. Die Legeleistung eines Brahmahuhns erreicht im ersten Jahr um die 140 Eier pro Jahr, im zweiten um die 100.
Eine weitere Besonderheit sind die Federn an den Läufen, die vorwiegend an den Außenseiten der Läufe zur Seite wachsen. Die Brahmas haben einen kleinen Kamm, ihre Kopfform ähnelt der eines Adlers.
Diese Hühnerrasse zeichnet sich durch einen sehr ruhigen Charakter aus, sie sind eher zurückhaltend und werden leicht zutraulich. Die Hennen haben einen ausgeprägten Bruttrieb. Die Küken sollten im Frühjahr schlüpfen, da sie langsam wachsen und ebenso langsam befiedern.
Brahmas sind bei allzu starker Aufregung ziemlich empfindlich und bekommen bei zu großer Aufregung nur allzu leicht einen Herzschlag. Die Tiere fallen dann scheinbar ohne erdenklichen Grund einfach um und sind tot.
Die Rassebetreuung wird in Deutschland durch den Sonderverein der Züchter des Cochin-, Brahma- und Zwerg-Brahma-Huhnes e. V. angeboten.